# Анмари
Линда Амантова (лет. Linda Amantova; 3. март 1980) позната као Анмари је летонска поп певачица. Представљала је Летонију на Евровизији 2012. године са песмом „Beautiful Song“ (срп. Прелепа песма).
Амантова је дипломирала на летонској музичкој академији „Јазеп Витола“. Учествовала је у талент-шоу емисији „Talantu Fabrika 2“ у којој је освојила друго место.